# Already Platinum
Already Platinum – album amerykańskiego rapera Slim Thuga wydany 12 czerwca 2005 r.

## Lista utworów
| Nr | Tytuł                         | Producent                            | Goście                               |
| -- | ----------------------------- | ------------------------------------ | ------------------------------------ |
| 1  | The Intro                     | Mr. Lee                              |                                      |
| 2  | Like A Boss                   | The Neptunes                         |                                      |
| 3  | 3 Kings                       | Mr. Lee                              | Bun B & T.I.                         |
| 4  | Diamonds                      | Mr. Lee                              |                                      |
| 5  | Boyz N Blue                   | Terry "T.A." Allen of Tha Headbangaz | Killa Kyleon, Sir Daily, PJ & C-Ward |
| 6  | I Ain't Heard Of That (Remix) | The Neptunes                         | Bun B & Pharrell                     |
| 7  | Click Clack                   | The Neptunes                         | Pusha T                              |
| 8  | Everybody Loves A Pimp        | Jazze Pha                            | Jazze Pha                            |
| 9  | Already Platinum              | The Neptunes                         | Pharrell                             |
| 10 | Ashy To Classy                | The Neptunes                         |                                      |
| 11 | The Interview                 | Sha Money XL & Black Jeruz           |                                      |
| 12 | Playa You Don't Know          | The Neptunes                         |                                      |
| 13 | Miss Mary                     | Cool & Dre                           |                                      |
| 14 | Incredible Feelin             | Jazze Pha                            | Jazze Pha                            |
| 15 | This Is My Life               | The Neptunes                         | LeToya Luckett                       |
| 16 | Dedicate                      | The Neptunes                         | Pharrell                             |